# Carnegie Endowment for International Peace
Il Carnegie Endowment for International Peace (CEIP) è un think tank apartitico specializzato in politica estera, con uffici a Washington, Mosca, Beirut, Pechino, Bruxelles e Nuova Delhi. Fondata nel 1910 dall'imprenditore Andrew Carnegie, l'organizzazione si propone di favorire la cooperazione tra le nazioni e un attivo impegno internazionale da parte degli Stati Uniti.
Nel 2020 Global Go To Think Tanks Report dell'Università della Pennsylvania, il CEIP si è classificato come primo think tank al mondo.

## Storia
In occasione del suo settantacinquesimo compleanno, il 25 novembre 1910, l'imprenditore Andrew Carnegie annunciò la costituzione dell'istituto effettuando una donazione di 10 milioni di dollari in obbligazioni ipotecarie, pagando un tasso d'interesse del 5%. Il reddito da interessi generato da tali obbligazioni sarebbe stato utilizzato per finanziare un nuovo think tank dedicato a promuovere la causa della pace mondiale. Nell'atto di donazione, presentato a Washington il 14 dicembre 1910, Carnegie incaricò gli amministratori fiduciari di utilizzare il fondo per "accelerare l'abolizione della guerra internazionale, la macchia più sporca sulla nostra civiltà", e conferì agli amministratori stessi "la più ampia discrezione sulle misure e la politica da adottare di volta in volta" nel realizzare lo scopo prefissato.
Carnegie scelse Elihu Root, suo consigliere di lunga data e già Segretario di Stato statunitense, come primo presidente dell'Endowment. Root, a cui venne assegnato il Nobel per la pace nel 1912, rimase in carica come presidente fino al 1925. Tra gli amministratori fiduciari nominati dal fondatore furono inoltre il presidente dell'Università di Harvard Charles W. Eliot, il filantropo Robert S. Brookings, l'ex ambasciatore statunitense in Gran Bretagna Joseph Hodges Choate, l'ex Segretario di Stato John W. Foster e il presidente della Carnegie Foundation for the Advancement of Teaching Henry Smith Pritchett.
Dopo lo scoppio della prima guerra mondiale, nel 1917, gli amministratori fiduciari dell'Endowment dichiararono all'unanimità che "il mezzo più efficace per promuovere una duratura pace internazionale" fosse quello di "perseguire la guerra contro il Governo imperiale germanico fino alla vittoria finale per la democrazia". Nel dicembre 1918, dopo aver sconfitto le potenze centrali, il segretario del Carnegie Endowment James Brown Scott e altri quattro membri dell'istituto salparono con il presidente Woodrow Wilson sull'USS George Washington per prendere parte alla conferenza di pace di Parigi.
Nel 1925, Nicholas Murray Butler successe a Elihu Root come presidente dell'Endowment, e, come il predecessore, nel 1931 venne insignito del Premio Nobel per la pace (anche grazie al suo coinvolgimento nella firma del Patto Briand-Kellogg).
Dal 1978 al 2008 il CEIF ha pubblicato l'autorevole rivista Foreign Policy, acquistata da The Washington Post Company (oggi Graham Holdings).
Fino al 2006, l'Endowment era presente con una sede principale negli Stati Uniti ed un unico ufficio estero a Mosca, fondato nel 1993. Tuttavia, sotto la presidenza di Jessica Mathews, il CEFIP ha inaugurato diverse filiali all'estero: un centro mediorientale a Beirut (2006), un centro europeo a Bruxelles (2007), e un centro asiatico a Pechino in collaborazione con l'Università Tsinghua (2010). Inoltre, in collaborazione con l'Università nazionale kazaka al-Farabi, il Carnegie ha istituito una filiale centro-asiatica in Kazakistan alla fine del 2011. Nell'aprile 2016, ha aperto il sesto ufficio internazionale, dedicato all'India e ubicato a Nuova Delhi.